# Falsomesosella densepunctata
Falsomesosella densepunctata là một loài bọ cánh cứng trong họ Cerambycidae.